# Gamarús capnegre
El gamarús capnegre Strix nigrolineata; syn: Ciccaba nigrolineata) és una espècie d'ocell de la família dels estrígids (Strigidae). Habita la selva humida, altres formacions boscoses, pantans i manglars, des de l'est i sud de Mèxic, cap al sud fins a Panamà, muntanyes de Colòmbia, nord de Veneçuela, oest de l'Equador i nord-oest del Perú. El seu estat de conservació es considera de risc mínim.

## Taxonomia
Segons la llista mundial d'ocells del Congrés Ornitològic Internacional (versió 13.1, gener 2023) el gamarús capnegre pertany al gènere Strix. Tanmateix, altres obres taxonòmiques, com el Handook of the Birds of the World i la quarta versió de la BirdLife International Checklist of the birds of the world (Desembre 2019), consideren que pertany al gènere Ciccaba, el qual no és reconegut pel COI.